# Гербы районов Брянской области
Список гербов муниципальных образований Брянской области Российской Федерации.
Муниципальные округа
| Герб | Наименование                             | Дата утверждения     | Номер в ГГР |
| ---- | ---------------------------------------- | -------------------- | ----------- |
|      | Герб Жуковского муниципального округа    | 8 июня 2023 года     | 14305       |
|      | Герб Стародубского муниципального округа | 22 февраля 2011 года | 7303        |

Муниципальные районы
| Герб | Наименование               | Дата утверждения                                                                            | Номер в ГГР |
| ---- | -------------------------- | ------------------------------------------------------------------------------------------- | ----------- |
|      | Герб Брасовского района    | 28 апреля 2004 года                                                                         | 1440        |
|      | Герб Брянского района      | 4 декабря 1997 года                                                                         |             |
|      | Герб Выгоничского района   | Не утверждён                                                                                |             |
|      | Герб Гордеевского района   | 10 августа 2007 года                                                                        | 3604        |
|      | Герб Дубровского района    | 29 июля 2003 года                                                                           | 1277        |
|      | Герб Дятьковского района   | 13 августа 2019 года                                                                        | 12546       |
|      | Герб Жирятинского района   | Изображён на сайте района                                                                   |             |
|      | Герб Злынковского района   | 30 января 2019 года                                                                         | 13016       |
|      | Герб Карачевского района   | Не утверждён                                                                                |             |
|      | Герб Клетнянского района   | 29 мая 2025 года                                                                            | 15280       |
|      | Герб Климовского района    | 21 апреля 2005 года                                                                         | 1882        |
|      | Герб Клинцовского района   | 29 сентября 2023 года                                                                       | 14502       |
|      | Герб Комаричского района   | 10 марта 2000 года                                                                          | 636         |
|      | Герб Красногорского района | Официально герб не утверждался, хотя с 2004 года используется на сайте Администрации района |             |
|      | Герб Мглинского района     | 27 марта 2025 года                                                                          | 15215       |
|      | Герб Навлинского района    | Не утверждён                                                                                |             |
|      | Герб Погарского района     | Не утверждён, на сайте администрации используется старый герб Погара                        |             |
|      | Герб Почепского района     | 28 декабря 2001 года                                                                        |             |
|      | Герб Рогнединского района  | Не утверждён; на сайте администрации района изображен не утвержденный официально герб       |             |
|      | Герб Севского района       | 16 августа 1781 года                                                                        | 13763       |
|      | Герб Суземского района     | Не утверждён                                                                                |             |
|      | Герб Суражского района     | 12 декабря 2024 года                                                                        | 15154       |
|      | Герб Трубчевского района   | 1 октября 2019 года                                                                         | 12548       |
|      | Герб Унечского района      | 2 сентября 2004 года                                                                        |             |

Упразднённые муниципальные образования
| Герб | Наименование                | Дата утверждения                            | Номер в ГГР |
| ---- | --------------------------- | ------------------------------------------- | ----------- |
|      | Герб Новозыбковского района | 28 сентября 2010 года; 17 февраля 2011 года |             |